# ألعاب الدول الصغيرة الأوروبية 1999
عقدت ألعاب الدول الصغيرة الأوروبية 1999 في جمهورية ليختنشتاين في الفترة من 24 مايو إلى 26 مايو.

## الرياضات
- ألعاب القوى.
- كرة السلة.
- ركوب الدراجات.
- الجودو.
- الرماية.
- الاسكواش.
- السباحة.
- تنس الطاولة.
- التنس.
- كرة الطائرة.

## جدول الميداليات
الجدول التالي يوضح أسماء الدول وعدد الميداليات التي حصلت عليها كل دولة:
| الترتيب | منتخب      | ذهبية | فضية | برونزية | المجموع |
| ------- | ---------- | ----- | ---- | ------- | ------- |
| 1       | أيسلندا    | 29    | 20   | 24      | 73      |
| 2       | لوكسمبورغ  | 20    | 16   | 19      | 55      |
| 3       | قبرص       | 14    | 13   | 15      | 42      |
| 4       | سان مارينو | 6     | 5    | 7       | 18      |
| 5       | أندورا     | 5     | 12   | 11      | 28      |
| 6       | موناكو     | 5     | 9    | 6       | 20      |
| 7       | مالطا      | 4     | 8    | 8       | 20      |
| 8       | ليختنشتاين | 3     | 3    | 2       | 8       |